# NRP Sagres
NRP Sagres — трёхмачтовый парусный барк, с 1962 года служащий учебным кораблём военно-морского флота Португалии.
В различных источниках он часто упоминается как Sagres III, поскольку это уже третий португальский учебный корабль с таким именем — в память о корвете XIX века, ныне известном как Sagres I.

## История
Парусник класса «Gorch Fock» для военно-морского флота нацистской Германии был спущен на воду 30 октября 1937 года с верфи Blohm & Voss в Гамбурге и назван «Albert Leo Schlageter». Первым командиром был назначен капитан (впоследствии адмирал) Бернхард Рогге.
После ряда международных учебных рейсов с начала Второй мировой войны барк использовался в качестве стационарного корабля управления в Киле и снова вышел в плавание в Балтийском море только в 1944 году. 14 ноября того же года он подорвался на советской мине у Засница, после чего его пришлось отбуксировать в Свинемюнде. Потом судно было переведено во Фленсбург, а после конца войны конфисковано США.
В 1948 году США продали барк Бразилии за символическую цену в 5000 долларов. Его отбуксировали в Рио-де-Жанейро, где он начал службу в качестве тренировочного корабля военно-морского флота Бразилии под именем «Guanabara» (примечательно, что при этом была сохранена оригинальная гальюнная фигура в виде орла рейха). Первым командиром был назначен капитан (впоследствии адмирал) Педро Пауло де Араужо Сузано.
В 1961 году при посредничестве португальского дипломата Педро Теотониу Перейра, одного из организаторов регаты Tall Ships' Races, португальский флот приобрел парусник за 150 000 долларов как учебное судно Sagres III на замену его предшественнику Sagres II (который, в свою очередь, под своим первоначальным названием «Rickmer Rickmers» с 1974 года служит музеем в гавани Гамбурга). Первым командиром был назначен капитан (впоследствии адмирал) Энрике Афонсу да Сильва Орта.
В 2010 году барк совершил свое самое длинное кругосветное плавание (ранее он делал это в 1978—1979 и 1983—1984 годах), преодолев в общей сложности около 35 000 миль. Корабль покинул Лиссабон 19 января и вернулся 24 декабря, посетив 28 городов в 19 странах, приняв участие во Всемирной выставке в Шанхае (Китай) и в регате Velas Sudamerica 2010 по Латинской Америке в честь двухсотлетия независимости Аргентины и Чили.
Парусник ходит под португальским флагом и именем Sagres с 8 февраля 1962 года (тогда же была установлена современная гальюнная фигура, изображающая Генриха Мореплавателя). В этой связи в 2012 году прошли масштабные празднования 75-летия со дня постройки и 50-летия службы NRP Sagres Португалии.

## Награды
Ордена Португалии:
- 4 июля 1984 года — Орден Инфанта дона Энрике
- 12 марта 2012 года — Орден Христа
- 24 октября 2017 года — Орден Ависа

Прочие:
- 2007 год — Военно-морская медаль Васко да Гама
- 2016 год — Звезда Почета 1 класса, Кабо-Верде
- 2016 год — Медаль Заслуг Тамандаре[порт.], Бразилия

## Галерея
- Guanabara (1954) — видна оригинальная гальюнная фигура в виде орла рейха
- Современная гальюнная фигура, изображающая Генриха Мореплавателя
- Табличка изготовителя
- Штурвал с первоначальным названием
- Декоративный буй
- Вид с воздуха

## Комментарии
1. ↑  Префикс NRP означает «Корабль республики Португалия» (порт. Navio da República Portuguesa).
2. ↑  Можно увидеть на старых фотографиях.